# NGC 6765
NGC 6765 – mgławica planetarna położona w gwiazdozbiorze Lutni. Została odkryta 28 czerwca 1864 roku przez Alberta Martha. Odległość do mgławicy szacowana jest na ok. 7600 lat świetlnych. W jej centrum znajduje się biały karzeł WD 1909+304.